# Eumorphus staudingeri
Eumorphus staudingeri es una especie de coleóptero de la familia Endomychidae.

## Distribución geográfica
Habita en Mindanao (Filipinas).